# Азад, Абул Калам
Маулана Абул Калам Мухуддин Ахмад Азад (урду مولانا ابوالکلام محی الدین احمد آزاد‎, бенг. আবুল কালাম মুহিয়ুদ্দিন আহমেদ আজাদ; 11 ноября 1888 — 22 февраля 1958) — индийский политический деятель и учёный. Один из лидеров движения за независимость Индии и сторонник индусско-мусульманского единства. С 1912 года — член партии Индийский национальный конгресс. В 1912‒1914 годах издавал антианглийскую газету «Аль-Хиляль» («Полумесяц»). В 1919‒1922 годах и в 1930 году Азад был одним из руководителей кампании гражданского неповиновения. Во время переговоров с Англией в 1942, 1945, 1946 годах возглавлял индийскую делегацию. Автор работ по философии и истории литературы урду, а также тафсира к Корану. В августе 1947 года стал министром образования Индии.

## Биография
Родился 11 ноября 1888 года в Мекке. Отец — Мулана Хайруддин, бенгальский мусульманин с афганскими корнями. Мать — арабка, дочь шейха Мухаммеда Захира Ватри. В 1890 году вместе с семьёй переехал в Калькутту. Происходил из старинного рода делийских исламских правоведов (улемов). Получил хорошее домашнее образование. Свободно владел несколькими языками, в том числе арабским, английским, урду, фарси, хинди и бенгали. Изучал историю, религию, математику и другие науки. В возрасте 13 лет был женат на молодой мусульманской девушке. Пишет статьи для нескольких газет и журналов. В 1912 году становится заметной фигурой в индийской политической и культурной жизни. Молодой человек начинает изучать западную философию, политику и современную историю. Вдохновляется идеями мусульманского реформатора Саида Ахмада-хана; со временем начинает сомневаться во многих религиозных догмах.
В 1906 году Азад стал помощником редактора после выхода в свет урдуязычной газеты «Аль-Хиляль», где поддерживает идеи индийского национализма и всячески критикует власти Британской Индии. В 1914 году газета была закрыта, а Азад немногим позже был арестован. Находился в тюрьме в городе Ранчи до 1 января 1920 года. После освобождения принимает участие в движении гражданского неповиновения под руководством Махатмы Ганди. В 1923 Азад был избран председателем партии Индийский национальный конгресс (ИНК). Был вторично избран председателем Конгресса в 1940 году и оставался руководителем партии вплоть до 1946 года. Участвовал в переговорах о предоставлении Индии независимости.
После обретения страной независимости Азад становится министром просвещения независимой Индии и остаётся на этой должности вплоть до своей смерти в 1958 году. Будучи на данном посту, активно проводил реформы в области образования. В 1992 году был посмертно награждён высшей гражданской государственной наградой Индии Бхарат Ратна.